# Municipio de Wayne (condado de Hamilton)
El municipio de Wayne (en inglés: Wayne Township) es un municipio ubicado en el condado de Hamilton en el estado estadounidense de Indiana. En el año 2010 tenía una población de 7886 habitantes y una densidad poblacional de 86,68 personas por km².

## Geografía
Según la Oficina del Censo de los Estados Unidos, tiene una superficie total de 90.97 km², de la cual 90,87 km² corresponden a tierra firme y (0,11 %) 0,1 km² es agua.

## Demografía
Según el censo de 2010, había 7886 personas residiendo. La densidad de población era de 86,68 hab./km². De los 7886 habitantes, estaba compuesto por el 86,5 % blancos, el 6,96 % eran afroamericanos, el 0,27 % eran amerindios, el 1,22 % eran asiáticos, el 2,76 % eran de otras razas y el 2,3 % eran de una mezcla de razas. Del total de la población el 6,92 % eran hispanos o latinos de cualquier raza.